# Ондатра

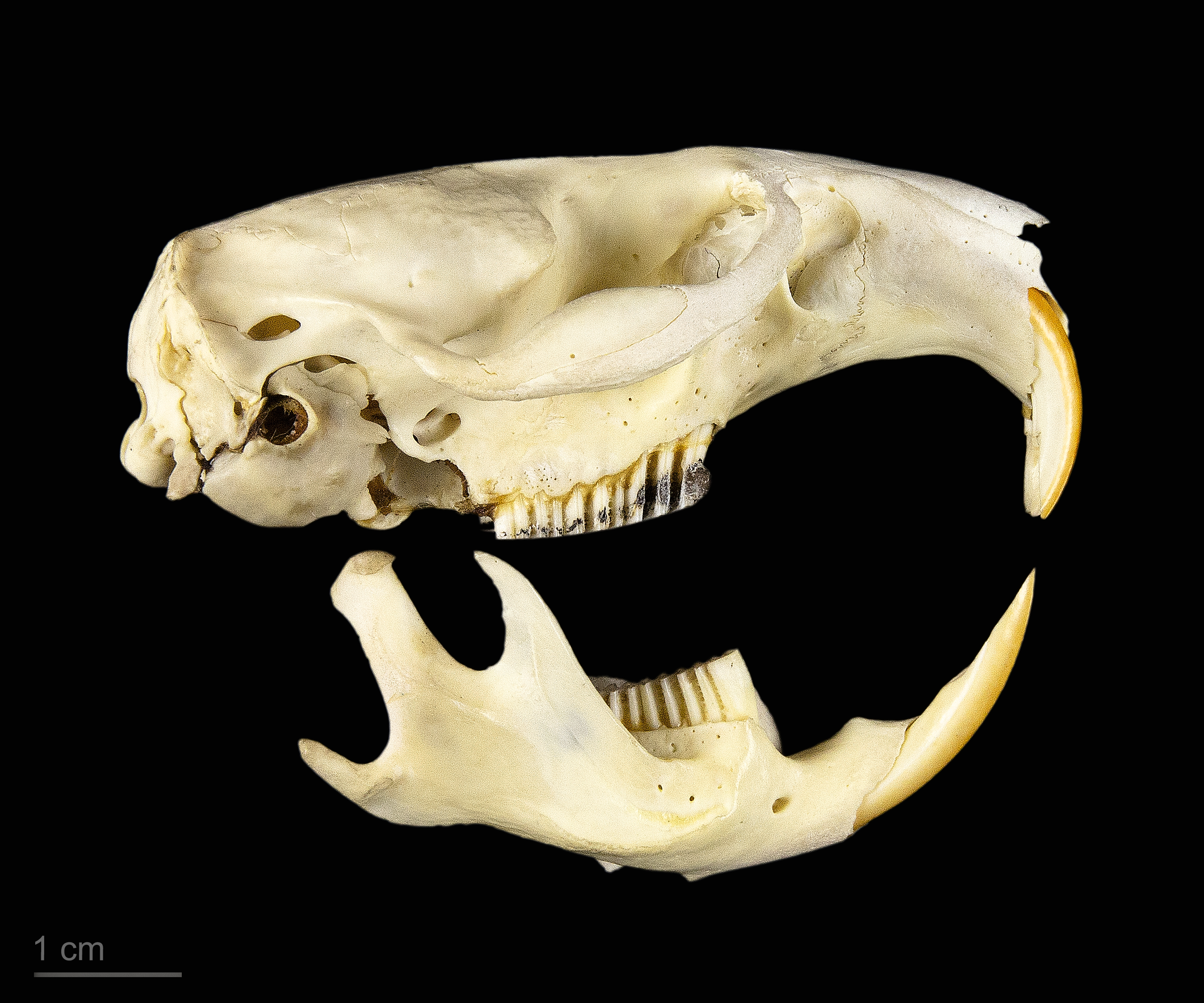
Ondatra zibethicus — Тулузький музей

Ондатра мускусна (Ondatra zibethicus) — вид гризунів (Rodentia) підродини щурових (Arvicolinae) (за іншою класифікацією належить до підродини ондатрових у родині щурових), єдиний представник роду ондатр (Ondatra). Це напівводна тварина родом з Північної Америки, що була інтродукована до Європи, Азії та Південної Америки. Довжина тіла 23–36 см, хвоста 18–28 см, маса 1–1,8 кг. Хвіст сплющений з боків, задні лапи з плавальними перетинками. Волосяний покрив густий, шовковистий, переважно сірувато-рудого чи коричневого кольору різних відтінків. У крутих берегах водойм риє нори. Живиться переважно рослинами. Тварина була цінним хутровим звіром.

## Назва
Етимологія: через англійське посередництво слово ондатра запозичено з французької мови, в яку потрапило з мови північно-американських індіанців гуронів. Інакше ондатру називають «мускусним пацюком»

## Зовнішній вигляд
Вага дорослих особин може досягати 1,8 кг (у середньому 1–1,5 кг). Довжина тіла — 23–36 см, довжина хвоста майже дорівнює довжині тіла — 18–28 см. Самці не відрізняються розмірами від самок.
Тіло у ондатри товсте, шия коротка, голова невелика і тупоморда. Її зовнішній вигляд свідчить про адаптацію до водного способу життя. Вушні раковини ледве виступають з хутра; очі невеликі, високо посаджені. Губи, як у бобрів, обростають різці, ізолюючи їх від ротової порожнини, завдяки чому ондатра може гризти рослини під водою, не захлинаючись. Хвіст сплющений з боків, вкритий дрібними лусками і рідкісними волосками; по його нижній стороні проходить гребінь подовженого жорсткого волосся. На задніх лапах є плавальні перетинки, а по краях пальців — оздоблення з короткого волосся.
Хутро ондатри складається з грубого остевого волосся і м'якого підшерстку. Забарвлення спини і кінцівок від темно-коричневого до чорного. Черево світліше, іноді сірувато-блакитне. Улітку забарвлення світлішає. Хутро дуже густе, щільне і пишне, що обумовлює його водонепроникність. Ондатра постійно стежить за своїм хутром: змащує жировими виділеннями і розчісує.
Ще одним пристосуванням до водного способу життя є підвищений вміст в крові гемоглобіну, а в м'язах міоглобіну, що створює додаткові запаси кисню при зануренні під воду. Іншою спеціальною адаптацією є гетеротермія, здатність регулювати приток крові до кінцівок і хвоста; кінцівки у ондатри зазвичай холодніші, ніж тіло.

## Розповсюдження
Природний ареал ондатри включає всю територію Канади і США, частково північ Мексики. Зазвичай вони населяють заболочені райони біля прісноводних або солоноводних водоймищ, річок, озер або ставків. Не зустрічаються у Флориді, де її екологічну нишу займає флоридський водяний щур (Neofiber alleni).
Ондатра поширена по всій території свого природного ареалу та також інтродукована у багато нових районів, зокрема велику частину Євразії та Південної Америки. В Україну ондатра вперше була завезена в 1944 р. По мірі того, як болота зникають в результаті людської діяльності, переселяється до районів зрошувальних каналів. Мешкає уздовж струмків, забруднених сіркою від вугільних шахт, у яких не може мешкати риба та жаби. Зникнення багатьох хижаків також позитивно впливає на чисельність популяції.

## Спосіб життя

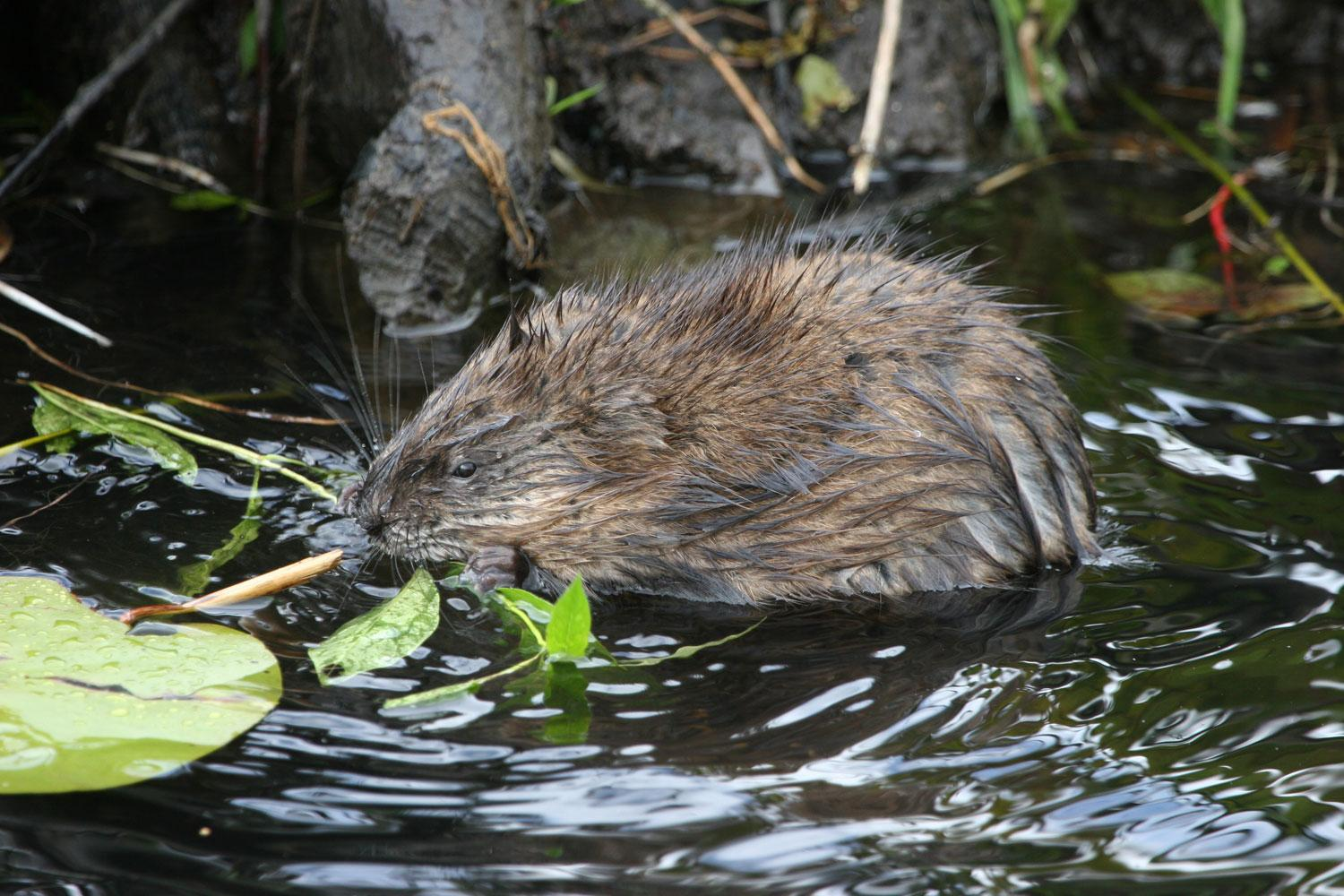
Харчування ондатри

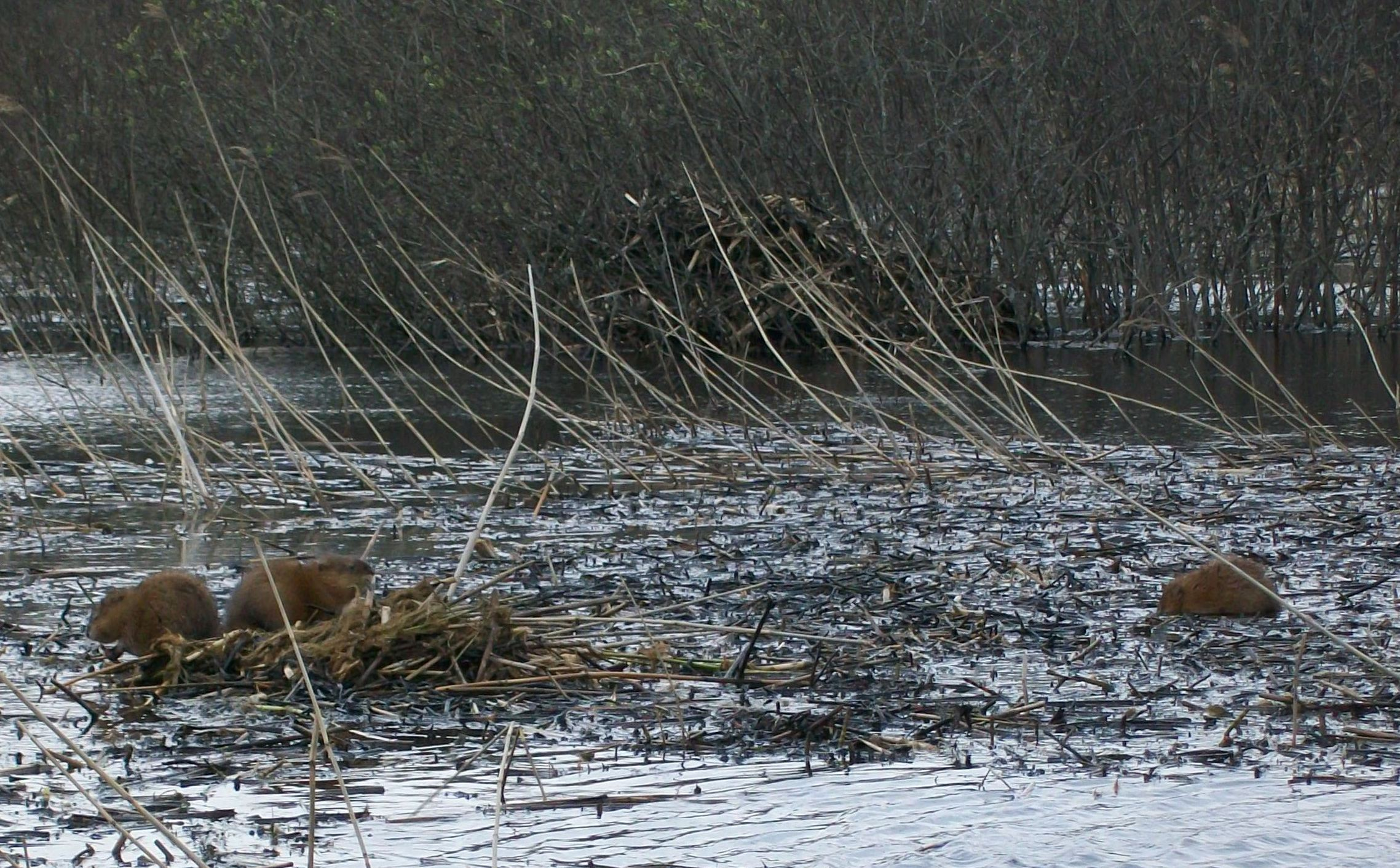

Ондатра веде напівводний спосіб життя, селиться по берегах річок, озер, каналів і особливо охоче — прісноводих боліт. Вона віддає перевагу мілководим (1 — 2 м завглибшки), не промерзаючим водоймищам зі звивистими берегами, покритими густою трав'янистою рослинністю.
Ондатри активні цілодобово, але найчастіше під час смеркання і рано вранці. Живляться прибережними і водними рослинами — очеретом, рогозом, осокою, хвощами, стрілицею, рдесником. Навесні ондатра живиться молодими стеблами і листям, влітку і восени — прикореневими частинами і кореневищами, взимку тільки кореневищами. Поїдає також сільськогосподарські культури. Рідше, коли рослинної їжі мало, їсть молюсків, жаб і дрібну рибу.

### Нори, хатки
Для житла ондатра будує нори і хатини. Нору риє у високому березі. Довжина ходів нір різна, в крутих берегах — 2- 3 м, в пологих — до 10 м. Отвір нори розташований під водою і зовні його не видно, а гніздова камера знаходиться вище за рівень води. Трапляється, що гніздові камери розташовані в два поверхи і сполучені ходами — це передбачено на випадок зміни рівня води у водоймищі. Навіть у найсуворіші морози температура в гніздових камерах ондатр не опускалася нижче за 0° С. На низьких заболочених берегах ондатра споруджує із стебел водних рослин, що скріплюються мулом, надводні житла — хатини — заввишки до 1 — 1,5 м. Вхід в них теж розташовується під водою. Будує також плавучі і відкриті гнізда — кормові майданчики. Окрім житлових хатин ондатри будують і комори, де роблять запаси корму на зиму.

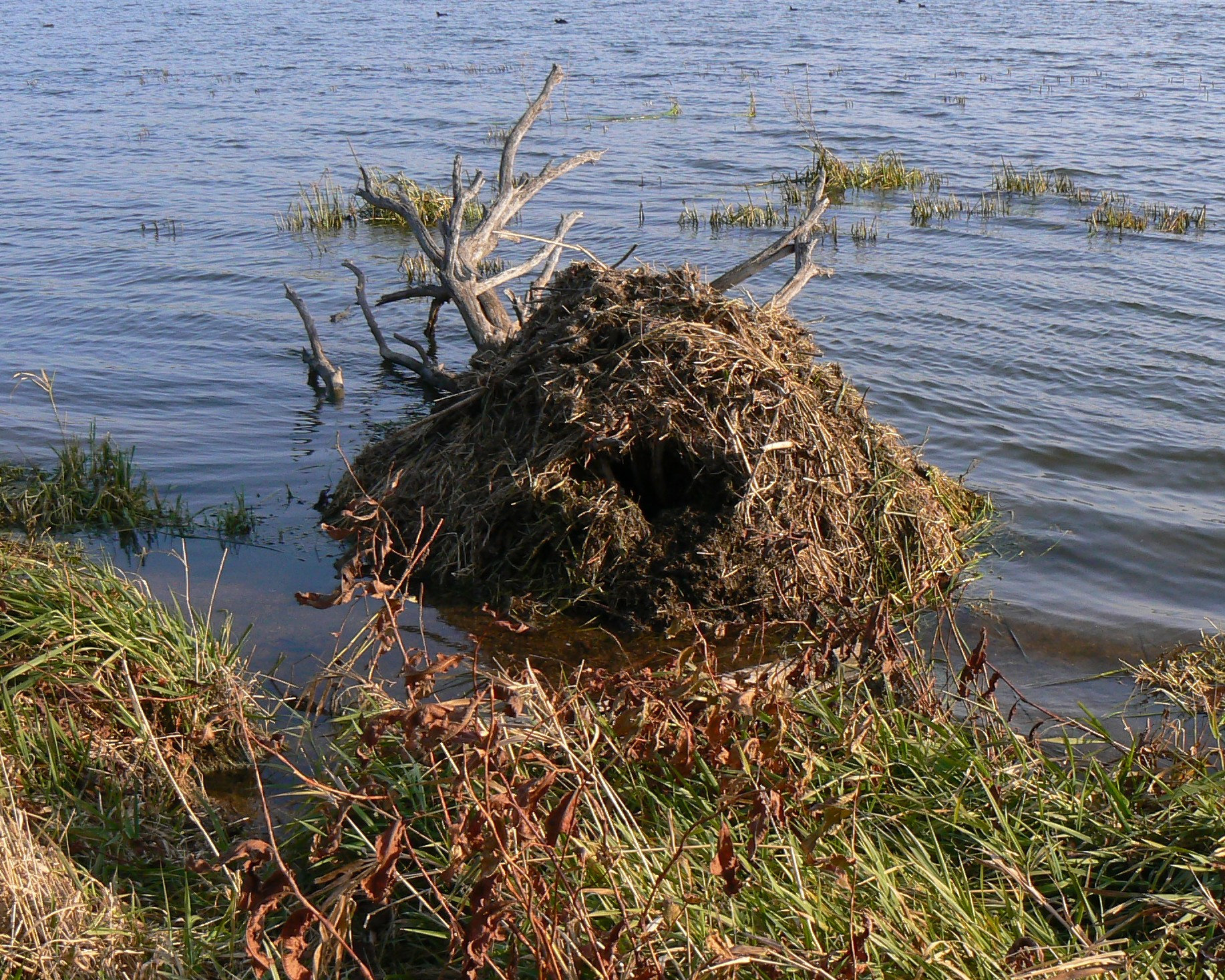
Хатина ондатри

Ондатри живуть сімейними групами, що володіють своїми кормовими ділянками. Пахові залози самців виділяють мускусний секрет, яким вони мітять територію. До прибульців нетерпимі, тільки під час зимування утворюють збірні групи. Весною самки проганяють своє потомство з ділянки; при перенаселенні відомі випадки канібалізму. Навесні і влітку ондатри, що не мають своїх сімей і кормових ділянок, здійснюють дальні міграції у пошуках вільних водоймищ.

### Трофічні зв'язки, вороги
Через свою численність ондатри відіграють важливу роль у живленні багатьох хижаків, включаючи ільку (куниця-рибалка), ракуна, видру, єнота, сипух, лунів, алігаторів, щук. Особливо великого збитку завдають їм норки, які мешкають в тих же біотопах, що і ондатри, і здатні проникати в їхні нори через підводні ходи. На суші на ондатр полюють лисиці, койоти і бродячі пси. На молодняк нападають навіть ворони і сороки. Зрідка нори і хатини ондатр руйнують вовки, ведмеді, кабани. Зазвичай ондатра рятується від ворогів під водою або в норі, але в безвихідному становищі може відчайдушно оборонятися, використовуючи зуби і кігті.
Повільна на землі, ондатра добре плаває і чудово пірнає. Без повітря може обходитися до 12 — 17 хвилин. Зір і нюх розвинені слабо, загалом, тварина покладається на слух.

## Розмноження
Вагітність у самиці триває 25 — 30 днів; приплід ондатри в середньому 7 — 8 дитинчат. У північних областях за рік буває 2 виводки і розмноження обмежено теплими місяцями — з березня по серпень; у південних розмноження майже не припиняється, і самка за рік може вигодувати 4 -5 виводків. Самець перші тижні після пологів приносить їжу самиці, таким чином створюючи умови для високого виживання дитинчат. Дитинчата при народженні сліпі і важать близько 22 гр. Через 10 днів вони вже уміють плавати, а на 21-ий починають поїдати рослинні корми. До 30-го дня молоді ондатри стають самостійними, проте на зиму залишаються з батьками. Розселення молодих ондатр відбувається навесні.
Статевої зрілості ондатри досягають в 7 — 12 місяців. Максимальна тривалість життя в природі — 3 роки, в неволі — до 10 років.

## Значення для людини і статус популяції
Ондатра — один з найважливіших хутрових промислових видів, дає цінну міцну шкірку. М'ясо їстівне, в Північній Америці цього звіра навіть називають «водяним кроликом».
У ряді місць риючою діяльністю ондатри шкодять зрошувальній системі, греблям і дамбам. Вони завдають збитку сільському господарству, особливо рисівництву; безконтрольно розплодившись, знищують водну і прибережну рослинність. Є природним носієм кількох захворювань, включаючи туляремію і паратиф.
В Європейському Союзі включено до списку чужорідних інвазивних видів.
Ондатра є численним і широко поширеним видом, оскільки плодовита і легко пристосовується до змін місць існування — спорудження зрошувальних каналів тощо. Проте її чисельність схильна до природних циклічних коливань з періодом близько 6 — 10 років.